# Dzogczen Ranjak Patrul Rinpocze
Dzogczen Ranjak Patrul Rinpocze (tyb.: རྫོགས་ཆེན་ར་ཉག་དཔལ་སྤྲུལ་རིན་པོ་ཆེ, Wylie: rdzogs chen ra nyag dpal sprul rin po che) (urodzony w 1963) jest tybetańskim lamą, nauczycielem i autorem książek, przedstawicielem szkoły Nyingma buddyzmu tybetańskiego. Jest założycielem Centrum Dzogczen w Belgii, który jest odgałęzieniem Klasztoru Dzogczen w Tybecie.

## Życiorys
Dzogchen Ranyak Patrul Rinpocze urodził się w pobliżu Klasztoru Dzogczen (pełna nazwa Rutam Orgyen Samten Chöling) w Kham, we wschodniej części Tybetu, w roku 1963. Jego matka wywodziła się z rodziny jego poprzedniej inkarnacji, a ojciec nazywał się Drupa. Jako dziecko wykazywał on zdolność szybkiego i bezwysiłkowego uczenia się. Swoją edukację Rinpocze rozpoczął w Klasztorze Dzogczen, gdzie między innymi studiował rytuały tantryczne, i gdzie otrzymał stanowisko czoczena (wielkiego czopona). W tym czasie uczestniczył także w odbudowie klasztoru, poprzez rysunki, sztukę malarska i wykonywanie masek. Następnie kontynuował studia w Dzogczen Shri Singha University, gdzie dogłębnie studiował poczynając od podstaw tradycyjnego tybetańskiego nauczania aż do najwyższych tantr. Dzięki słuchaniu nauk, przemyśliwaniu ich oraz medytowaniu nad nimi poznał dogłębnie wielkie indyjskie komentarze oraz uzyskał doświadczenie medytacyjne. Dzięki praktyce dyscypliny zyskał władzę nad swoim umysłem.
Jego nauczycielami byli wielcy mistrzowie, tacy jak Khenczen Deczen Namdröl, Drukpa Rinpocze i Shapczok Pema Kalzang Rinpocze. Patrul Rinpocze kontynuował swoją oświeconą aktywność w Klasztorze Drupong Dzogchen (Dzogchen Monastery w południowych Indiach) gdzie przez 4 lata nauczał jako Khenpo. Tam też założył Centrum Dharmy Nyingthik Diamond Vehicle. W tym czasie Choktrul Sogyal Rinpoche przyznał mu tytuł najwyższego Dordże Lopöna (tj. mistrza ceremonii) i poprosił go aby pozostał dłużej w zewnętrznej siedzibie Klasztoru Dzogczen. Również w tym czasie, Minling Trichen Gyurme Kunzong Ongyal and Shapczok Dzogczen Rinpocze ogłosili że rzeczywiście jest on kolejnym wcieleniem poprzedniego tulku i ofiarowali mu tytuł dzierżyciela nauk: Drupe Ongshuk Gyalwa Dzogchenpa.

## Rozpoznanie i intronizacja
Dzogczen Ranjak Patrul Rinpocze został oficjalnie rozpoznany jako czwarta inkarnacja Dza Patrula Rinpocze (który był trzecią inkarnacją Ranjak Patrula) w dniu 7 kwietnia 1997 przez Mindrolling Trichen Rinpocze, ówczesną głowę szkoły Nyingma. W liście tym mowa była również, że pojawią się przeszkody w jego aktywności, Mindrolling Trichen Rinpoche wyszczególnił praktyki jakie powinny być zatem wykonane w Dzogczen. Dzogczen Jikme Losal Wangpo Rinpocze (obecna inkarnacja Dzogchen Rinpoche) w swoim liście zawarł modlitwę aspiracji aby zapewnić rozwój aktywności Patrula Rinpocze dla pożytku nauk oraz wszystkich istot. W 1999, Jego Światobliwość XIV Dalajlama również napisał list wspierający poprzedni list Mindrolling Trichen Rinpoche. Ceremonię intronizacji odprawił Kyabje Pema Kalzang Rinpocze 11 czerwca 2000 roku. w Brukseli, zaś w swoim liście podkreślił, że Patrul Rinpocze był jednym z nauczycieli Dzogczen z Tybetu, a on sam działał jako przedstawiciel wszystkich pozostałych mistrzów z Doliny Dzogczen, którzy nie mogli być obecni tego dnia. Obecny był także Tulku Dakpa Rinpocze.

## Projekty altruistyczne
Na Zachodzie Patrul Rinpocze kontynuuje swoje wysiłki mające na celu przynoszenie pożytku wszystkim istotom oraz rozpowszechnianie nauk Buddy na całym świecie.
Jego aktywności obejmują:
- Instytut Zangdok Palri na Zachodzie – prowadzone są dwa typy kursów: 6-letni program nauk dla praktykujących Dzogczen oraz kurs nauk ogólnobuddyjskich[2][7].
- Świątynia Zangdok Palri w Tibecie – projekt służący zachowaniu tybetańskiej kultury i religii[8][9]. Inauguracja miała miejsce w 2010 r.
- Szkoła Podstawowa Sambhota – szkoła dla dzieci z biednych rodzin[10].
- Grupa Tłumaczy Sambhota – zajmująca się zachowaniem, tłumaczeniem i rozpowszechnianiem nauk buddyjskich, zwłaszcza należących do cyklu nauk Longchen Nyingthik[11].
- Wydawnictwo Wisdom Treasury („Skarbnica Mądrości”) – wydawnictwo drukuje dużą ilość tekstów buddyzmu tybetańskiego, zwłaszcza należących do cyklu nauk Longczen Nyingthik, zarówno w języku tybetańskim, jak i w językach zachodnich.

Poza udzielaniem nauk oraz organizowaniem drubczenów w ramach Instytutu Zangdok Palri, czas Patrula Rinpocze wypełniony jest podróżami. Udziela on nauk w Centrach Semrig w Europie (Belgia, Bulgaria, Dania, Gruzja, Niemcy, Litwa, Luxemburg, Holandia, Polska, Portugalia, Rosja, Szwecja, Szwajcaria, Ukraina, Wielka Brytania) oraz w Azji (Japonia).

## Publikacje
W języku angielskim:
- Dzogchen Ranyak Patrul Rinpoche, The True Words of the Great Rishi, Bruksela, Belgia: Wisdom Treasury, 2008 ISBN 978-2-930447-06-3.
- Dzogchen Ranyak Patrul Rinpoche, The Jewel Staircase to Liberation: A Brief Preliminary Practice, Bruksela, Belgia: Wisdom Treasury, 2012
- Seria przeznaczona dla uczestników Sześcioletniego Kursu Dzogczen:
  - Dzogchen Ranyak Patrul Rinpoche, Searching for Self-Liberation, Bruksela, Belgia: Wisdom Treasury, 2006 ISBN 978-2-930447-02-8 (podręcznik pierwszego roku)
  - Dzogchen Ranyak Patrul Rinpoche, Self-Liberation of Great Beings, Bruksela, Belgia: Wisdom Treasury, 2006 ISBN 978-2-930447-02-5 (podręcznik drugiego roku)
  - Dzogchen Ranyak Patrul Rinpoche, Great Oral Transmission of Self-Liberation, Bruksela, Belgia: Wisdom Treasury, 2012 ISBN 978-2-930447-01-8 (podręcznik trzeciego roku)

W języku rosyjskim:
- Дзогчен Раньяк Патрул Ринпоче, Истинные Слова Великого Риши, Bruksela, Belgia: Wisdom Treasury, 2008 ISBN 978-5-94121-046-6.